# Slobodan Bodo Kovačević
Slobodan Bodo Kovačević (Sarajevo, 29. prosinca 1946. – Sarajevo, 22. ožujka 2004.) bio je bosanskohercegovački skladatelj i gitarist.
U rodni list upisan je kao Slobodan A. Kovačević, a srednje slovo označava ime njegovog oca – Adem. Tijekom glazbene karijere postao je poznatiji po nadimku Bodo.
Diplomirao arhitekturu u Sarajevu, no pobijedila je ljubav prema glazbi kojom se počeo baviti početkom šezdesetih, najprije kao gitarist grupe Lutalice, a od 1965. u Indexima. 
No, ni sklonost prema likovnom izrazu nikada se nije ugasila. Bodo se u slobodno vrijeme bavio slikanjem i akvareli su mu bili najdraža tehnika izražavanja.

## Glazbena karijera
Slobodan Bodo Kovačević je prve glazbene korake počeo kao srednjoškolac na audiciji kod Kornelija Kovača i to kao - pjevač. Tek kad je počeo pohađati tečaj gitare kod profesora Mila Praljka, otkriven je njegov pravi talent.
Osnovao je grupu Lutalice 1963. godine, koju su još činili ritam gitarist Slobodan M. Kovačević (kasnije: grupa More), basist Duško Čorlija, bubnjar Vojo Šimšić i pjevačica Gordana Magaš. Kasnije je u Lutalicama basist bio i Fadil Redžić, a bubnjeve svirao Miroslav Šaranović.
Bodo Kovačević je bio najplodniji autor u Indexima, potpisujući mnoge od njihovih najznačajnijih pjesama, odnosno kompozitor, aranžer i producent koji je grupu vukao prema stalnim eksperimentima.
Najslavnije glazbene teme Indexa potpisao je upravo Bodo Kovačević samostalno (Plima, Negdje na kraju u zatišju, Modra rijeka) ili u suradnji s Fadilom Redžićem (Balada, Svijet u kome živim).
Radio je intenzivno i za druge izvođače i različite projekta izvan pop i rock muzike. Između ostalog, svirao je gitare i sudjelovao u aranžiranju prvog i jednog od najboljih, po mnogima zapravo i najboljeg albuma Josipe Lisac, "Dnevnik jedne ljubavi" iz 1973. godine, komponirao muzičke teme za ceremoniju ZOI Sarajevo '84, surađivao je s Esadom Arnautalićem na njegovom projektu "Muzika raspoloženja", napisao muziku za predstavu "Mandragola" Kamernog teatra 55 u Sarajevu i "Posljednja potraga za zlatom" Narodnog pozorišta Sarajevo, a u posljednje dvije godine života bio je muzički producent BH Eurosonga.
Od 2002. surađivao je sa Sinanom Alimanovićem u njegovom kvintetu, odnosno intenzivno se bavio jazz glazbom i nastupao na brojnim festivalima. 
Slobodan Kovačević je napisao ukupno više od 300 kompozicija. Najveći dio tog opusa vezan je uz Indexe, a zatim za pozorišne predstave i pjesme za druge autore.
U braku s Edinom Flipović (oženio se 10. srpnja 1981. godine) ima kćerku Hanu.
Dobio je Šestoaprilsku nagrada grada Sarajeva i estradnu nagradu Jugoslavije.
Preminuo je 22. travnja 2004. godine u Sarajevu.
U njegovu počast u nagradi Davorin od 2006. godine dodjeljuje se Nagrada Bodo Kovačević za gitaristu godine.

## Izbor kompozicija Slobodana Bode Kovačevića
- Ana,
- Balada (s Fadilom Redžićem),
- Betonska brana (sa Sinanom Alimanovićem),
- Brod,
- Budi kao more,
- Crno bijela pjesma,
- Da l' smo ljudi,
- Dvojnik,
- I bit ću lud,
- I još deset,
- I tvoje će proći,
- Ja odlazim sutra,
- Kad se hoće, sve se može,
- Kameni cvjetovi,
- Leptiru moj,
- Mjesto pod suncem,
- Modra rijeka,
- Modra rijeka II,
- More,
- More II,
- Najljepše stvari,
- Negdje na kraju u zatišju,
- Noćni susreti,
- Oko malih stvari svađamo se mi,
- Plima,
- Pogrešan broj,
- Poslije tebe,
- Povratak Jacka Trbosjeka i ostalog zla,
- Prazne noći, a beskrajni dani,
- Prošli dani,
- Pružam ruke,
- Pukotina,
- Pustinja,
- Ruže i suze,
- Samo jednom,
- Samoćo, ljubavi moja,
- Svijet u kome živim (s Fadilom Redžićem),
- U inat godinama,
- Zamak (instrumental),
- Zašto je prazan čitav svijet